# Kveikur
Albums de Sigur Rós
Valtari
(2012) Átta
(2023)
Singles
1. Brennisteinn
Sortie : 22 mars 2013
2. Ísjaki
Sortie : 29 avril 2013

Kveikur est le septième album du groupe de post-rock islandais, Sigur Rós, qui sort en juin 2013 sous le label indépendant XL Recordings dans la majeure partie du monde. À la suite du rachat de leur ancienne maison de disque, EMI, par Universal en 2012, Sigur Rós est parti chez XL, qui s'occupait auparavant des disques du groupe sur le sol nord américain seulement.
C’est aussi surtout le premier album de Sigur Rós depuis le départ du pianiste Kjartan Sveinsson, qui a failli être fatal pour le groupe.
Les images illustrant la pochette de l'album et les pochettes des singles sont des photos retravaillées dont les originales ont été prises en 1967 et qui montrent un groupe de personnes participant à l'installation interactive Máscaras Sensoriais (Masques sensoriels) de l'artiste brésilienne Lygia Clark.

## Liste des pistes
Toutes les chansons sont écrites et composées par Sigur Rós.
| Kveikur | Kveikur      | Kveikur            | Kveikur | Kveikur | Kveikur | Kveikur | Kveikur | Kveikur | Kveikur |
| No      | Titre        | Traduction         | Durée   |         |         |         |         |         |         |
| ------- | ------------ | ------------------ | ------- | ------- | ------- | ------- | ------- | ------- | ------- |
| 1.      | Brennisteinn | Soufre             | 7:44    |         |         |         |         |         |         |
| 2.      | Hrafntinna   | Obsidienne         | 6:22    |         |         |         |         |         |         |
| 3.      | Ísjaki       | Iceberg            | 5:03    |         |         |         |         |         |         |
| 4.      | Yfirborð     | Surface            | 4:19    |         |         |         |         |         |         |
| 5.      | Stormur      | Tempête            | 4:55    |         |         |         |         |         |         |
| 6.      | Kveikur      | Mèche              | 5:55    |         |         |         |         |         |         |
| 7.      | Rafstraumur  | Courant électrique | 4:57    |         |         |         |         |         |         |
| 8.      | Bláþráður    | Mince fil          | 5:11    |         |         |         |         |         |         |
| 9.      | Var          | Abri               | 3:43    |         |         |         |         |         |         |
| 48:09   |              |                    |         |         |         |         |         |         |         |

| Bonus édition CD Japon | Bonus édition CD Japon      | Bonus édition CD Japon | Bonus édition CD Japon | Bonus édition CD Japon | Bonus édition CD Japon | Bonus édition CD Japon | Bonus édition CD Japon | Bonus édition CD Japon | Bonus édition CD Japon |
| No                     | Titre                       | Traduction             | Durée                  |                        |                        |                        |                        |                        |                        |
| ---------------------- | --------------------------- | ---------------------- | ---------------------- | ---------------------- | ---------------------- | ---------------------- | ---------------------- | ---------------------- | ---------------------- |
| 10.                    | Hryggjarsúla (instrumental) | Colonne vertébrale     | 5:04                   |                        |                        |                        |                        |                        |                        |
| 11.                    | Ofbirta (instrumental)      | Luminosité             | 4:12                   |                        |                        |                        |                        |                        |                        |
| 57:25                  |                             |                        |                        |                        |                        |                        |                        |                        |                        |

## Supports
- CD
- Blu-spec CD (Japon seulement)
- Téléchargement
- Double vinyle 12"
- Double vinyle 12" + vinyle bonus 10"

## Historique de sortie
- 12 juin 2013 sous le label Hostess Incorporated au  Japon.
- 14 juin 2013 sous le label XL Recordings en  Allemagne,  Australie,  Belgique,  Finlande,  Islande,  Irlande,  Nouvelle-Zélande et  Pays-Bas.
- 17 juin 2013 sous le label XL Recordings en  Afrique du Sud,  France,  Italie et  Royaume-Uni.
- 18 juin 2013 sous le label XL Recordings au  Canada et  États-Unis.

## Singles

### Brennisteinn
Brennisteinn est le premier single extrait de l'album Kveikur. Il sort en single monotitre et en EP, uniquement disponible en téléchargement le 22 mars 2013. 
L'EP est composé de Brennisteinn ainsi que de deux titres inédits instrumentaux n'apparaissant que sur l'édition japonaise de l'album.
Toutes les chansons sont écrites et composées par Sigur Rós.
| Brennisteinn EP | Brennisteinn EP             | Brennisteinn EP    | Brennisteinn EP | Brennisteinn EP | Brennisteinn EP | Brennisteinn EP | Brennisteinn EP | Brennisteinn EP | Brennisteinn EP |
| No              | Titre                       | Traduction         | Durée           |                 |                 |                 |                 |                 |                 |
| --------------- | --------------------------- | ------------------ | --------------- | --------------- | --------------- | --------------- | --------------- | --------------- | --------------- |
| 1.              | Brennisteinn                | Soufre             | 7:55            |                 |                 |                 |                 |                 |                 |
| 2.              | Hryggjarsúla (instrumental) | Colonne vertébrale | 5:04            |                 |                 |                 |                 |                 |                 |
| 3.              | Ofbirta (instrumental)      | Luminosité         | 4:12            |                 |                 |                 |                 |                 |                 |
| 17:11           |                             |                    |                 |                 |                 |                 |                 |                 |                 |

Cette sortie est aussi accompagnée du clip vidéo de Brennisteinn d'une durée de 7:41 et réalisé par Andrew Huang. Un clip en noir et blanc très graphique teinté par endroits avec une couleur jaune rappelant le « Soufre ». Le clip est composé de Sigur Rós jouant de leurs instruments et des passages plus narratifs de la fuite d'un prisonnier et sa poursuite.

### Ísjaki
Ísjaki est le deuxième single extrait de l'album Kveikur. Il sort uniquement en single monotitre téléchargeable, le 29 avril 2013. Un CD promotionnel monotitre composé de Ísjaki en version radio edit d'une durée de 3:46 est envoyé aux médias islandais et britanniques.
Cette sortie est aussi accompagnée d'une vidéo d'une durée de 5:09. Ce n'est pas un clip à proprement parler, vu que la vidéo est composée essentiellement des paroles de Ísjaki, écrites avec la nouvelle police de caractère de Sigur Rós, sur fond de gros plans des personnages figurant sur la pochette de l'album.